# Héctor Pedro Vergez
Héctor Pedro Vergez (Victorica, 28 de julio de 1943- Bouwer, 12 de abril de 2025) fue un militar argentino condenado por delitos de lesa humanidad
que cometió durante el llamado Proceso de Reorganización Nacional

## Actividades ilegales
El militar ―que estuvo detenido en el penal de Bouwer (en la provincia de Córdoba)― fue el jefe del Comando Libertadores de América, una organización paramilitar que actuó en la provincia de Córdoba de manera similar a la Triple A y fue juzgado por el asesinato del militante montonero Marcos Osatinsky, entre otros. Vergez tenía el cargo de jefe del Batallón de Inteligencia 601 y fue acusado por ex detenidos-desaparecidos que estuvieron en centro de detención denominado “La Perla” de haber participado en violaciones, torturas y asesinatos. Trabajaba y torturaba en colaboración con el entonces teniente primero Ernesto Barreiro.
Ex detenidos desaparecidos del campo La Perla aseguran que Vergez se manifestaba peronista y participaba personalmente al frente de todos los operativos y se jactaba ante detenidos de haber intervenido en el asesinato de la familia Pujadas y de los estudiantes bolivianos. Aseguran que el militar no solamente era un feroz torturador sino que además se apropiaba de los bienes que le robaba a sus víctimas (una práctica delictiva usual durante la dictadura cívico-militar argentina).
Llegó a Córdoba a fines de 1975 y permaneció en La Perla hasta alrededor del mes de junio del año siguiente en que lo trasladan a Buenos Aires, ascendido a mayor y fue dado de baja dos años más tarde.
En 1996 se vio involucrado en el caso del atentado a la AMIA cuando en representación de Hugo Anzorreguy ―director de la SIDE (Secretaría de Inteligencia del Estado)― le ofreció un millón de dólares a Carlos Telleldín, que estaba detenido, para que desviara la atención en la causa por el atentado.

## Condena
El Tribunal Oral Federal número 5 consideró probadas las acusaciones de delitos de lesa humanidad y en diciembre de 2012 Vergez fue condenado a 23 años de prisión (un promedio de 7 años y medio por cada asesinato) por el secuestro y desaparición de Javier Coccoz (miembro del ERP), de Julio Gallego Soto (abogado y economista), y de Juan Carlos Casariego de Bel (abogado y economista, secretario de Guillermo Walter Klein en el Ministerio de Economía de José Alfredo Martínez de Hoz). Ingresó a cumplir la pena de prisión en el penal de máxima seguridad de Marcos Paz.
En agosto de 2016 fue condenado a prisión perpetua por delitos de lesa humanidad en la megacausa "La Perla-La Ribera". Cumplía condena hasta su fallecimiento en la cárcel de Bouwer en 2025.